# Soul Rush
Soul Rush är ett studioalbum av Nicolai Dunger, utgivet 2001. 2002 utgavs albumet i USA av Lakeshore Records med två bonuslåtar.

## Låtlista

### Den svenska utgåvan
1. "I'd Rather Die"
2. "Dr. Zhivago's Train" - 3:38
3. "All the Love, Days and Tears" - 5:42
4. "Soul Rush" - 6:33
5. "Something New" - 4:55
6. "For That Someone" - 4:52
7. "Return of Love" - 5:35
8. "Blue from Death" - 4:26
9. "The Nest" - 1:12
10. "Ballad of a Relationship" - 6:08
11. "Where Harmony Is Heard" - 7:16
12. "Pass the Chains" - 5:46

### Den amerikanska utgåvan[1]
1. "I'd Rather Die"
2. "Dr. Zhivago's Train" - 3:38
3. "All the Love, Days and Tears" - 5:42
4. "Soul Rush" - 6:33
5. "Something New" - 4:55
6. "For That Someone" - 4:52
7. "Return of Love" - 5:35
8. "Blue from Death" - 4:26
9. "The Nest" - 1:12
10. "Ballad of a Relationship" - 6:08
11. "Where Harmony Is Heard" - 7:16
12. "Pass the Chains" - 5:46
13. "Untitled #1" - 6:28
14. "Untitled #2" - 5:54

## Personal[1]
- Anders Norén - viola
- Andreas Forsman - violin
- Anna Lindén - bakgrundssång
- Beata Söderberg - cello
- Björn Samuelsson - trombon
- Björn Yttling - piano, orgel, glockenspiel, producent
- Dan Berglund - dubbelbas
- Fredrik Nordström - saxofon
- Hady Prett - violin
- Hanna Boström - violin
- Henke Jonsson - mastering
- Jari Haapalainen - producent, mixning, banjo
- Jonas Kullhammar - flöjt
- Josef Cabrales-Alin - violin
- Linus Larsson - mixning
- Magnus Öström - trummor, slagverk
- Malin-My Nilsson
- Markus Sandlund - cello
- Nicolai Dunger - gitarr, sång, munspel, glockenspiel, slagverk, producent
- Niko Röhlcke - pedal steel
- Patrik Skogh - trumpet
- Stefan Persson - trumpet, horn
- Thomas Ringqvist - viola
- Thomas Tjärnkvist - gitarr, akustisk gitarr
- Tobias Eklund - trombon, tuba

## Mottagande
Allmusic.com gav betyget 4,5/5. Nöjesguiden gav betyget 5/6.